# Peter Parler

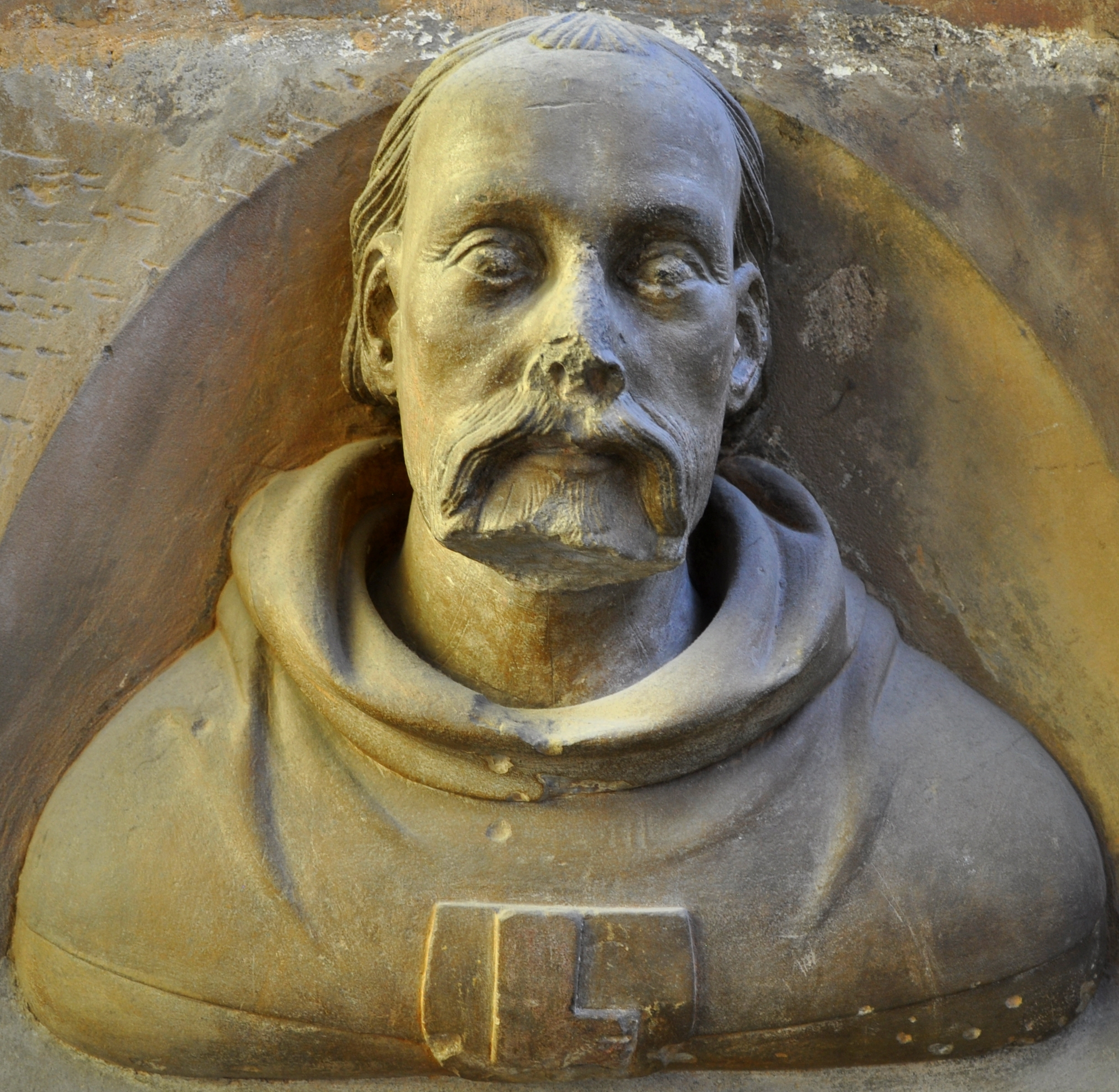
Büste von Peter Parler in der Triforiumgalerie des Prager Doms

Peter Parler (auch Peter von Gemünd, Parlerius, Parlerz und tschechisch Petr Parléř) (* 1330 oder 1333 in Schwäbisch Gmünd; † 13. Juli 1399 in Prag) aus der Familie Parler war ein deutscher Bildhauer und einer der bedeutenden Dombaumeister des Mittelalters. Seine Bauwerke gehören der Gotik an. Seit etwa 1356 lebte er in Böhmen, vor allem in Prag, wo er seine berühmtesten Werke schuf.

## Leben

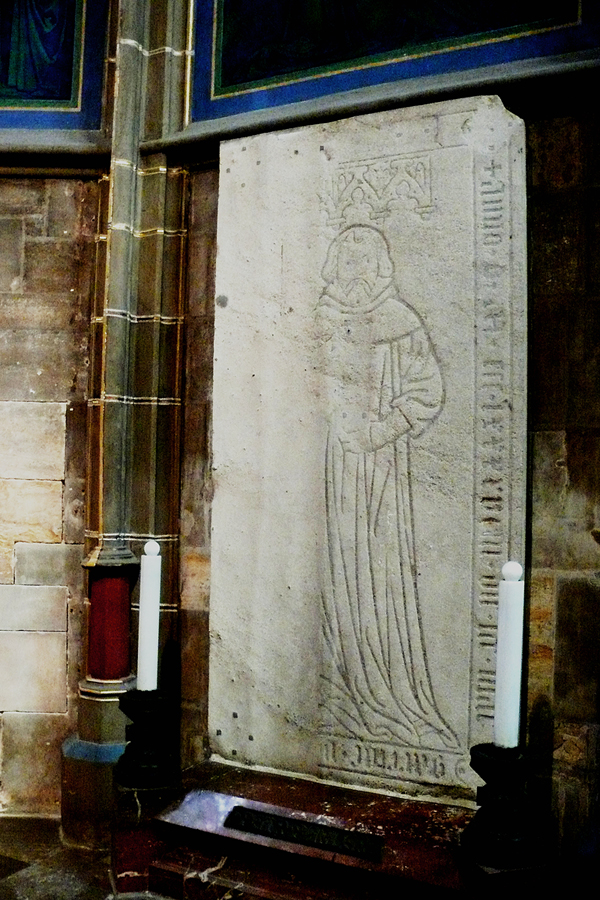
Hochgrab von Peter Parler im Prager Veitsdom

Über die Jugend von Peter Parler ist wenig bekannt. Er stammte aus einer Familie von Baumeistern in Gmünd und lernte den Beruf des Steinmetzen in der Dombauhütte Köln. Sein Vater Heinrich Parler war zu dieser Zeit Steinmetz am Kölner Dombau. Er arbeitete nach seiner Ausbildung einige Zeit in Köln, wo er Druda (Gertrud), die Tochter des Baumeisters Bartholomäus von Hamm, heiratete. Aus dieser Ehe gingen drei Kinder hervor, zwei Söhne (Johann Parler der Jüngere und Wenzel Parler) und eine Tochter.
Im Jahre 1360 besaß er ein Haus auf dem Hradschin und wurde in jener Zeit zum Schöffen gewählt. Seine erste Frau ist in den 1360er Jahren gestorben, denn als Parler 1370 nach Köln zurückkehrte, hatte er über das Erbteil seiner Frau zu verfügen. Er vermählte sich mit Agnes von Bur und erwarb im gleichen Jahr ein zweites Haus auf dem Prager Schlossplatz. Beide Häuser trat er an seine Frau und sein Kind aus zweiter Ehe ab. Die Ankäufe der Häuser, die Verheiratung seiner Tochter und die Anzahl der Kinder führten zum Teil zu gerichtlichen Auseinandersetzungen; Peter Parler war wohlhabend und scheint bis ins Greisenalter tätig gewesen zu sein. Auf einer Tafel am Veitsdom aus dem Jahre 1396 wird er noch als Dombaumeister genannt und im Jahre 1401 wurde er abweichend vom sonst bezeichneten Todesdatum zum letzten Mal genannt. Von seinen Kindern blieb nur Johann in Prag, Wenzel wirkte später in Nördlingen und Wien.
In den Hussitenkriegen wurden viele seiner Werke zerstört, die Bildhauerschule wurde aufgelöst. Ein gemeißeltes Selbstporträt von ihm mit seinem Zeichen und doppeltem Winkel befindet sich in der Domgalerie des Veitsdoms.

## Werk
Peter Parlers berühmteste Schöpfung ist der Veitsdom, zu dem ihn Kaiser Karl IV. von Schwäbisch Gmünd nach Prag als Dombaumeister berufen hatte, nachdem dieser 1356 einige Tage in Schwaben und auch in Gmünd verbracht hatte, wo Peter Parler an der Kreuzkirche arbeitete. Er übernahm in Prag die Dombaumeisterstelle des verstorbenen Dombaumeisters Matthias von Arras. Im Jahre 1358 erhielt er den Auftrag zum Bau der Karlsbrücke über die Moldau. Sie war mit 16 halbrunden Bogen von 25 Metern Spannweite ein technisches Meisterwerk ihrer Zeit – eine Bauleistung, die bis dahin nicht für möglich gehalten wurde. Die Brücke konnte in der Zeit von Peter Parler fertiggestellt werden und prägt seither das Gesicht Prags. Sein Vater Heinrich Parler der Ältere, sein Bruder Johann und er waren maßgeblich am Bau des Heilig-Kreuz-Münsters zu Schwäbisch Gmünd beteiligt. Sie ist die größte gotische Hallenkirche Südwestdeutschlands.
Peter Parlers Genie zeigt sich nicht nur in technischer Hinsicht, sondern auch darin, wie er den französischen Kathedralengedanken weiterentwickelte. Er war darin seiner Zeit weit voraus und beherrschte die seltene Kunst, „Lebensfreude in Architektur umzuwandeln“.
Er vollendete den Bau der Burg Karlstein, den Matthias von Arras 1334 begonnen hatte, ohne Planungsunterlagen hinterlassen zu haben. Er merzte dabei die Baumängel aus, die andere Baumeister vier Jahre lang vor ihm geschaffen hatten. Außerdem erbaute er die Stadtkirche in Kolín an der Elbe und den Karlshof in Prag. Einige Quellen halten ihn auch für den Autor der Pläne bis zur Höhe der Arkaden für den Dom der heiligen Barbara in Kuttenberg, dessen Bau von seinem Sohn Johann Parler in Angriff genommen wurde. Mit Peter Parler arbeitete auch sein älterer Sohn Wenzel Parler.
Zahlreiche kleinere Bauten, die er entweder selbst leitete oder durch seine Schüler ausführen ließ, entstanden über die Grenzen Böhmens hinaus bis nach Schlesien und in die Lausitz und auch in Mähren und in der bayerischen Oberpfalz.
Neben den Bauaufgaben zeichnete sich Peter Parler als Bildhauer, Ziseleur, Modelleur und Maler aus. Er gründete in Böhmen eine Bildhauerschule. Seine erste eigenhändig ausgeführte Figur scheint die des um 1360 vollendeten Heiligen Wenzel zu sein, die mit seinem Zeichen signiert ist und sich im Veitsdom befindet. Das für den Kardinal und Erzbischof Johann Očko von Wlašim errichtete Grabmal aus Marmor zeigt die perfekte Beherrschung der Technik und des Materials. Des Weiteren werden Parler und seiner Bildhauerschule eine Reihe von Fürstengrabmälern und weitere Arbeiten, wie die Madonna mit dem Spatz in der Kirche Mariä Himmelfahrt in Glatz, zugeschrieben, während die Figur des Königs Ottokar I. ausschließlich aus seiner Hand stammen soll. Das Chorgestühl von ihm ist bei einem Brand im Jahre 1541 vernichtet worden. Im Domschatz befinden sich durch ihn hergestellte Reliquienbehältnisse im gotischen Stil, die so einmalig waren, dass sie von anderen hunderte von Malen nachgebildet wurden. Bei seinen gemalten Bildwerken beschränkte er sich auf polychrome Ausmalungen seiner Skulpturwerke.

### Die Bauten im Überblick
In Böhmen baute Peter Parler folgende Bauten:
- Veitsdom, Prag
- Karlsbrücke, Prag
- Burg Karlstein
- Dom der heiligen Barbara, Kuttenberg
- Bartholomäuskirche, Kolin
- Kirche Mariä Himmelfahrt und Karl der Große, Prag
- Allerheiligenkapelle, Prag
- Altstädter Brückenturm, Prag
- Heilig-Kreuz-Münster, Schwäbisch Gmünd

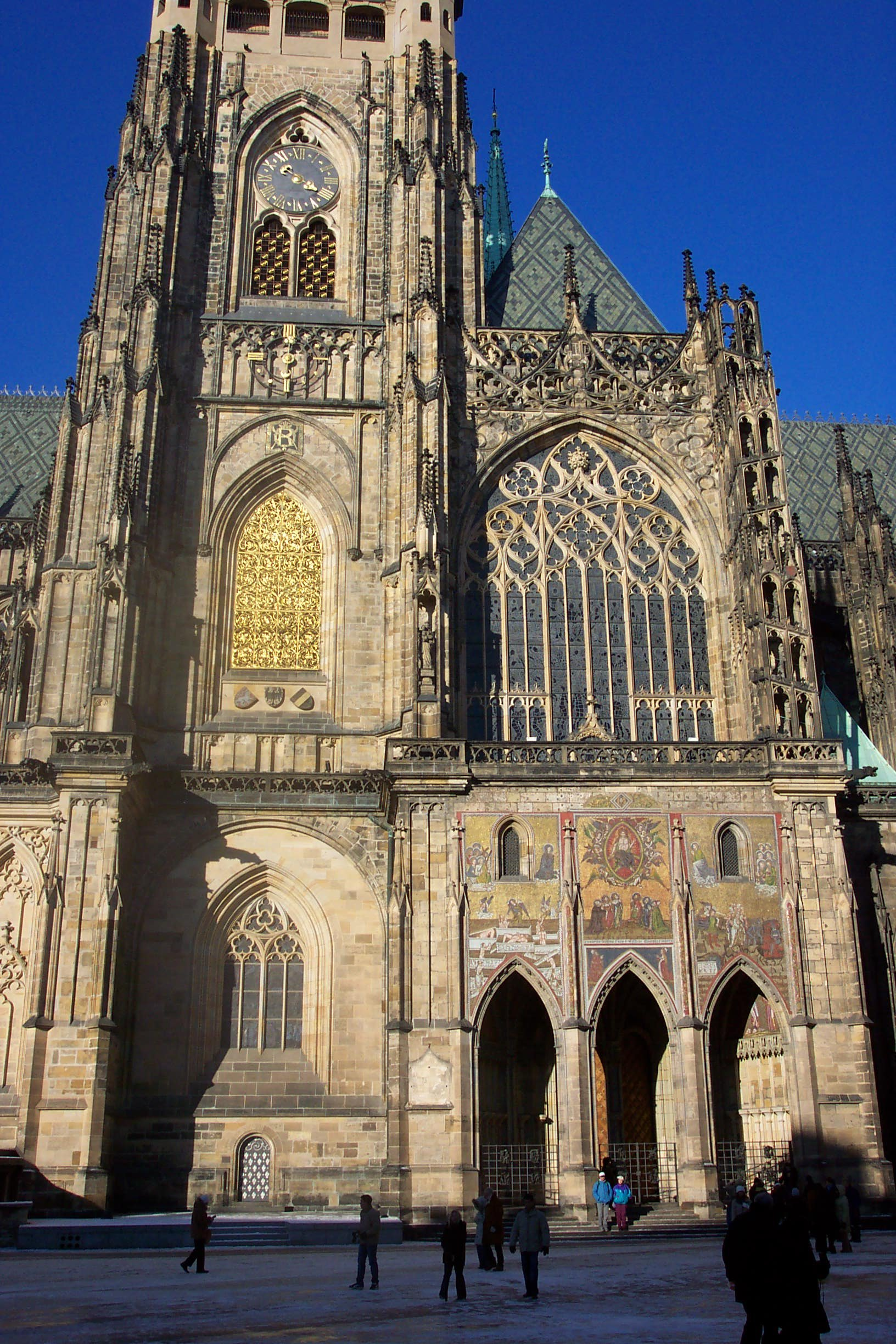
Veitsdom auf der Prager Burg, Südportal
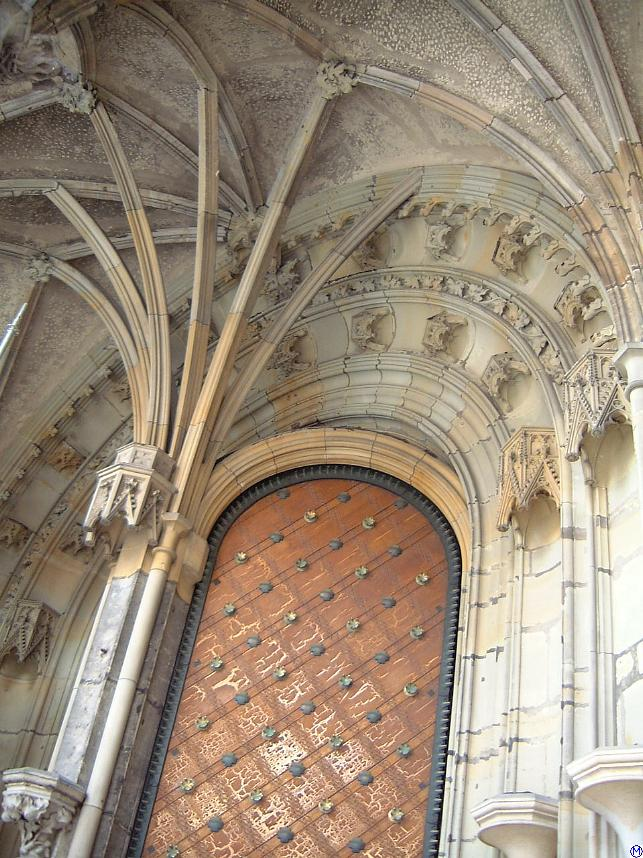
Maßwerk-Gewölbe von Peter Parler im Prager Veitsdom
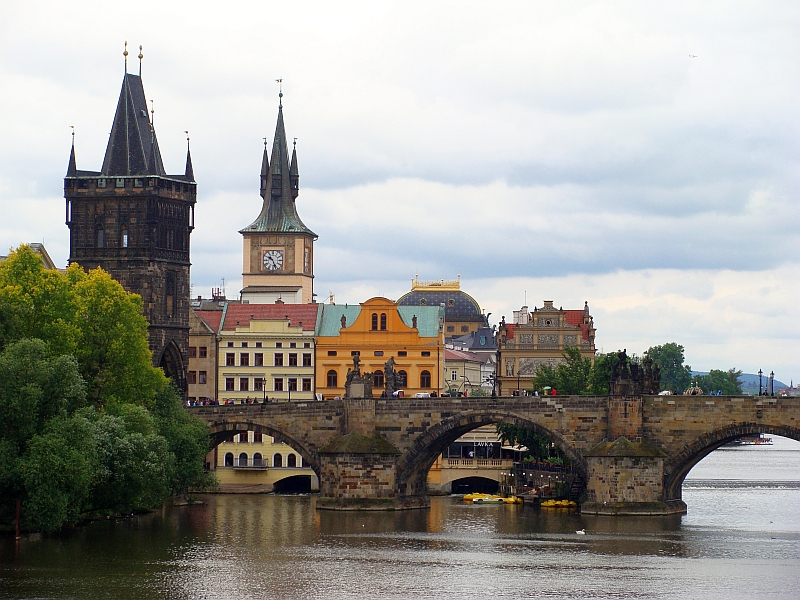
Karlsbrücke mit Brückenturm
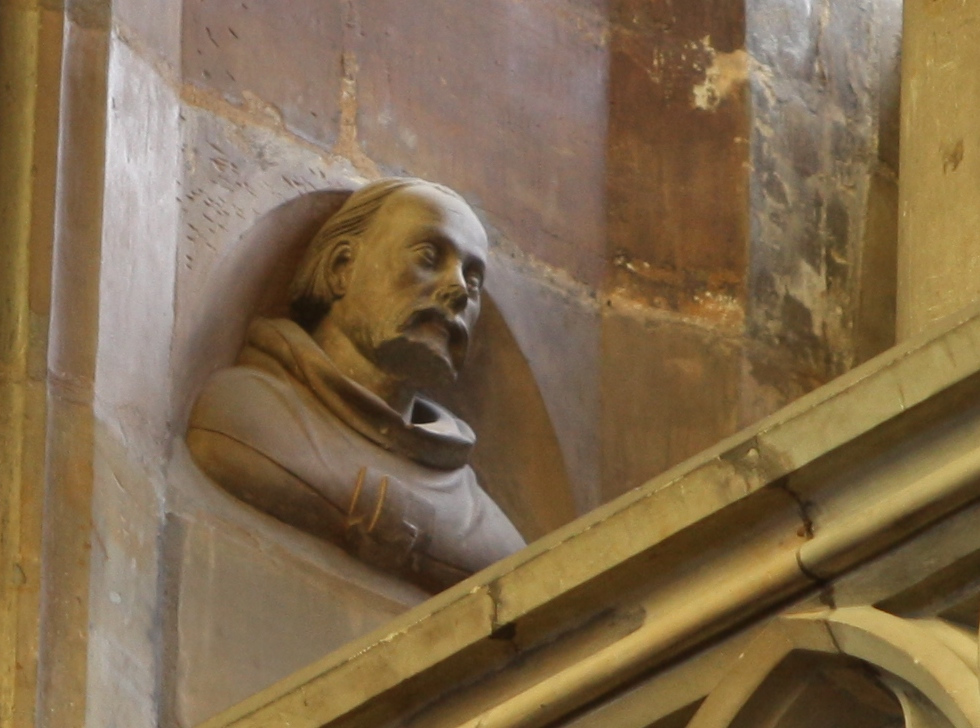
Eigene Büste in der Triforiumgalerie des Prager Doms
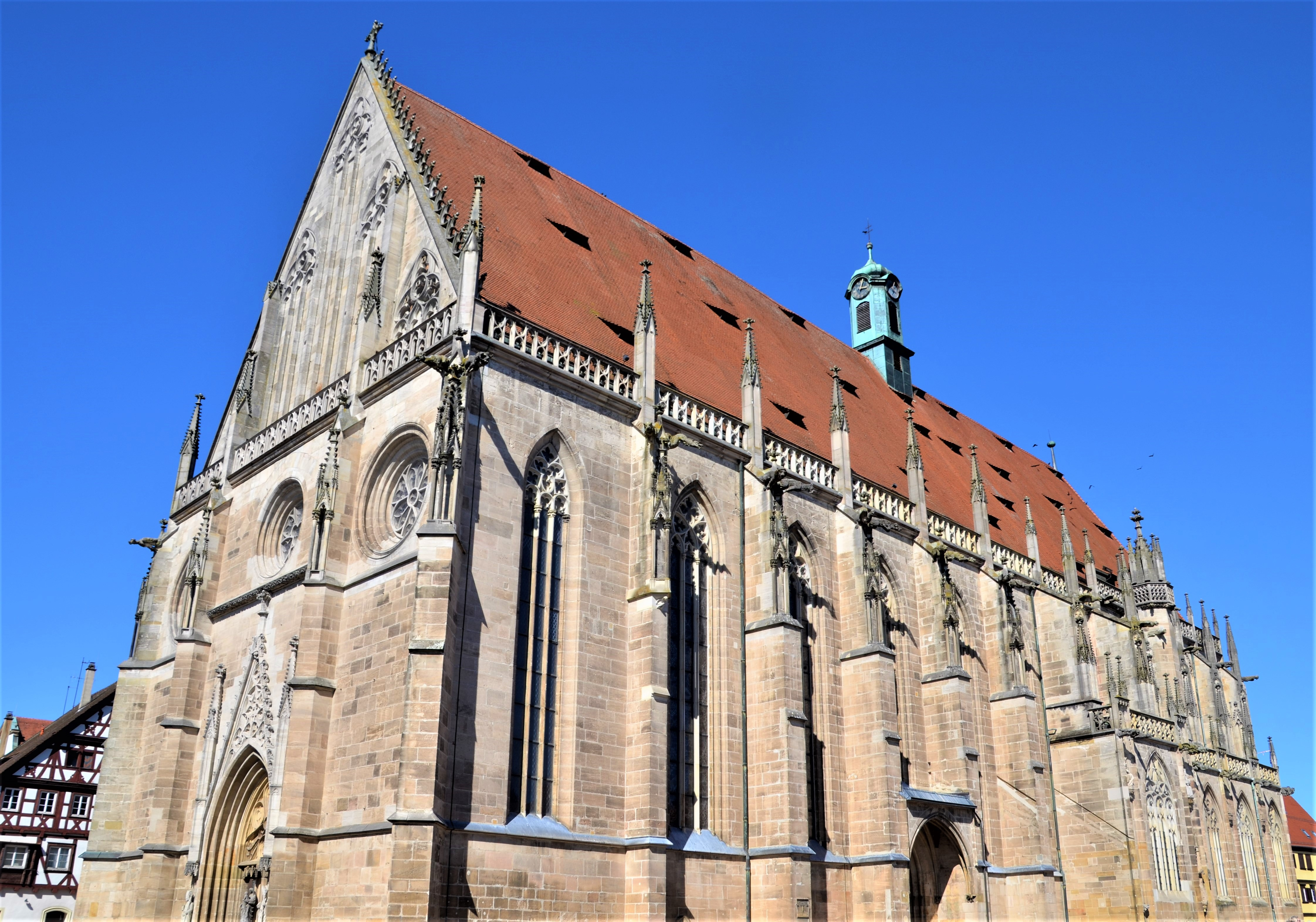
Heilig-Kreuz-Münster, Schwäbisch Gmünd

## Nachname
Peter Parlers Nachname leitet sich von einer Berufsbezeichnung ab. Ein „parlerius“ oder „parlerus“, später Parlier, bezeichnete einen Meister des Bauhandwerks, den „Sprecher“ der Bauhütte (vgl. parlieren, Parlament), was sich bis heute in dem Wort Polier erhalten hat.

## Ehrungen
Nach Peter Parler ist das Parler-Gymnasium in Schwäbisch Gmünd benannt. Er ist auch Namensgeber für den Asteroiden (6550) Parlér. 
Die Deutsche Stiftung Denkmalschutz und der Verband Deutscher Steinmetze verleihen alle zwei Jahre den Peter-Parler-Preis an Steinmetze, die sich bei der Bewahrung von Kulturgütern (insbesondere Restaurierungen) verdient gemacht haben.
Das Dampfschiff Kaiser Franz Josef trug den Namen Peter Parler.
Während des Zweiten Weltkrieges bestand an der Prager Universität eine Kameradschaft Peter Parler des NS-Studentenbundes, die aus der vormaligen Burschenschaft Ghibellinia hervorgegangen war.